# Brauerei Locher
Die Brauerei Locher Aktiengesellschaft, ehemals Karl Locher AG, Brauerei, Appenzell, mit Sitz in Appenzell (Schweiz) ist bekannt als die Herstellerin des Appenzeller Bieres. Ihr Anteil am nationalen Biermarkt beträgt etwa 13 Prozent, womit sie die drittgrösste Brauerei der Schweiz ist.

## Geschichte

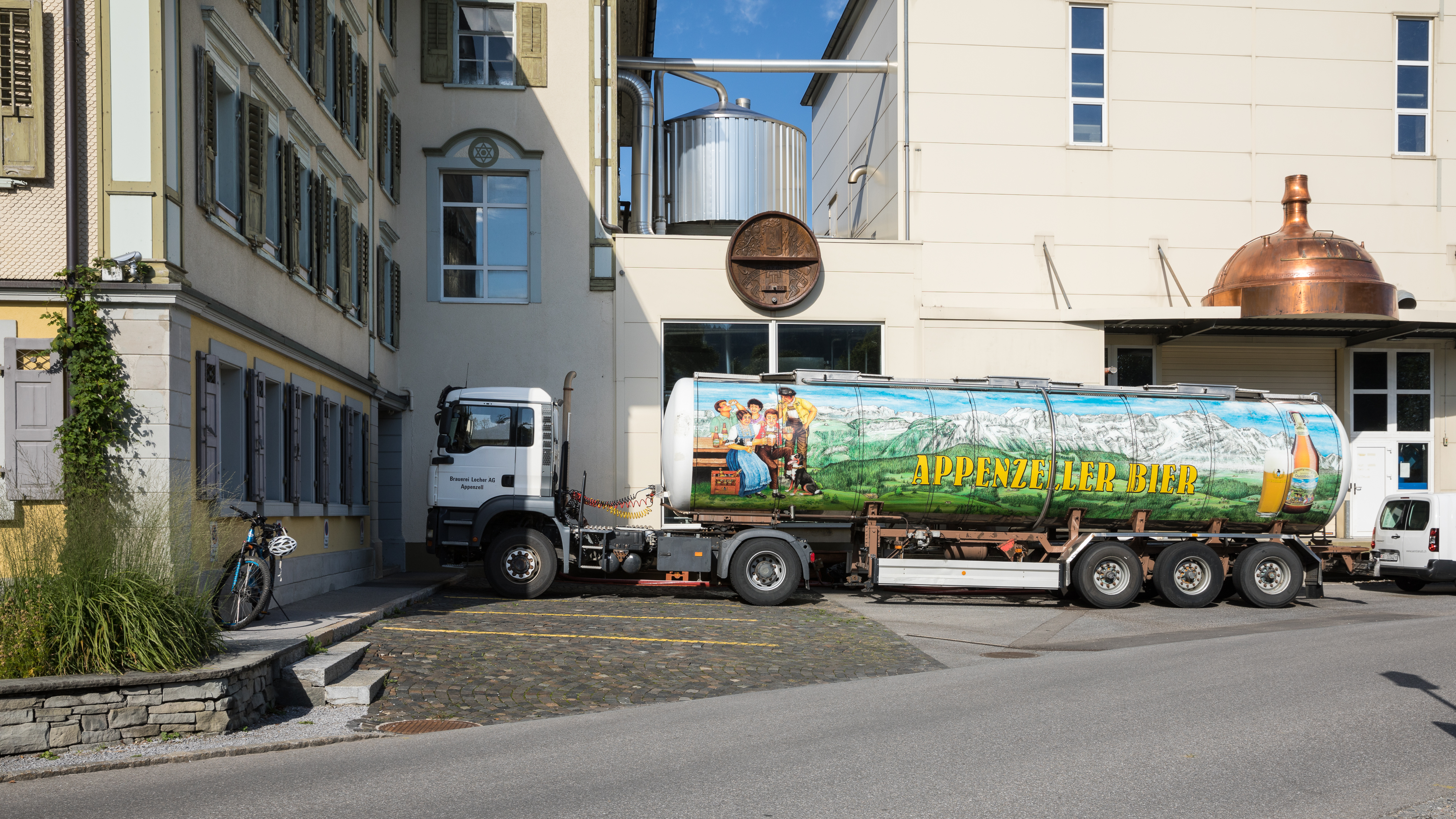
Lastwagen mit Biertankauflieger vor der Brauerei

Die Brauerei Locher ist ein traditionsreicher Familienbetrieb in Appenzell. Im Jahr 1886 hat Johann Christof Locher die Brauerei in Appenzell übernommen. Seit Mitte der 1990er-Jahre entwickelte sie sich von einer nur lokal aktiven zu einer in der ganzen Schweiz (und darüber hinaus) bekannten Brauerei für Spezialbiere. Die Brauerei Locher produzierte als erste Brauerei in der Schweiz ein Bier, das mit dem Knospe-Label der Bio Suisse als Qualitätsauszeichnung ausgezeichnet wurde («Naturperle»). Dank dieser Politik hat sich der Bierausstoss zwischen 1997 und 2007 auf mehr als 80'000 Hektoliter verfünffacht. Im Braujahr 2010/2011 betrug der Bierausstoss über 140'000 Hektoliter. 2019 wurde die Holzofenbäckerei Jakober AG mit Sitz in Appenzell übernommen und in Folge der Fusion mit der Brauerei Locher Aktiengesellschaft aufgelöst.
Im August 2020 wurde bekannt, dass die Albert Egger AG die Abfüllerei und Lagerhaltung an die Brauerei Locher auslagert. 2024 sollte das Egger-Bier bereits wieder in Worb abgefüllt werden. Im Februar 2024 wurde bekannt, dass die Brauerei Locher Land in Worb gekauft und Aktien der Albert Egger AG gezeichnet hat. Ab September 2025 werde das Egger Bier direkt bei der Brauerei Locher gebraut, bis der Neubau in Worb voraussichtlich im Sommer 2026 bezogen werden kann.
Im Februar 2024 wurde bekannt, dass die Brauerei Locher in die Winterthurer Brauerei Chopfab Boxer investieren will.

## Sortiment

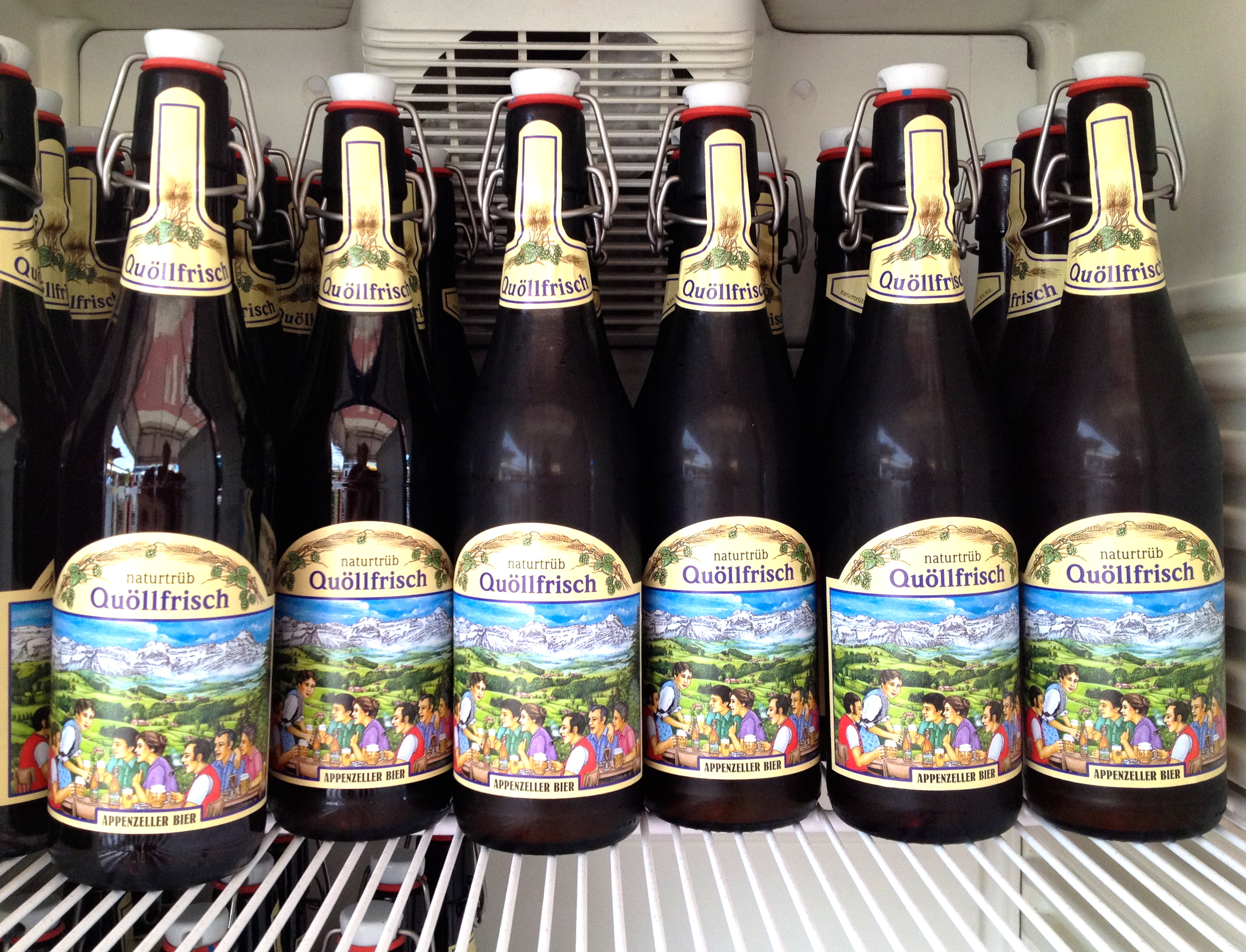
«Quöllfrisch»

### Bier
Die aktuelle Palette der Biere umfasst mehr als ein Dutzend Sorten:
Quöllfrisch naturtrüb, Naturperle, Hanfblüte, Weizenbier, BrandLöscher, Vollmond-Bier (ausschliesslich in Vollmondnächten gebraut), Leermondbier (alkoholfrei), Holzfass Bier, Sonnwendlig (alkoholfrei), Legere, Säntis-Kristall, Birra da Ris (mit Reis, angebaut auf dem Delta der Maggia im Tessin), Schwarzer Kristall, Lager hell, Lager dunkel, Swiss Mountain, Bschorle (alkoholfreies Bier mit Birnen-/Apfelsaft).
Im März 2022 wurde in Zusammenarbeit mit Coop die Bünzli Büx lanciert, ein Bier aus 100 Prozent Schweizer Zutaten.

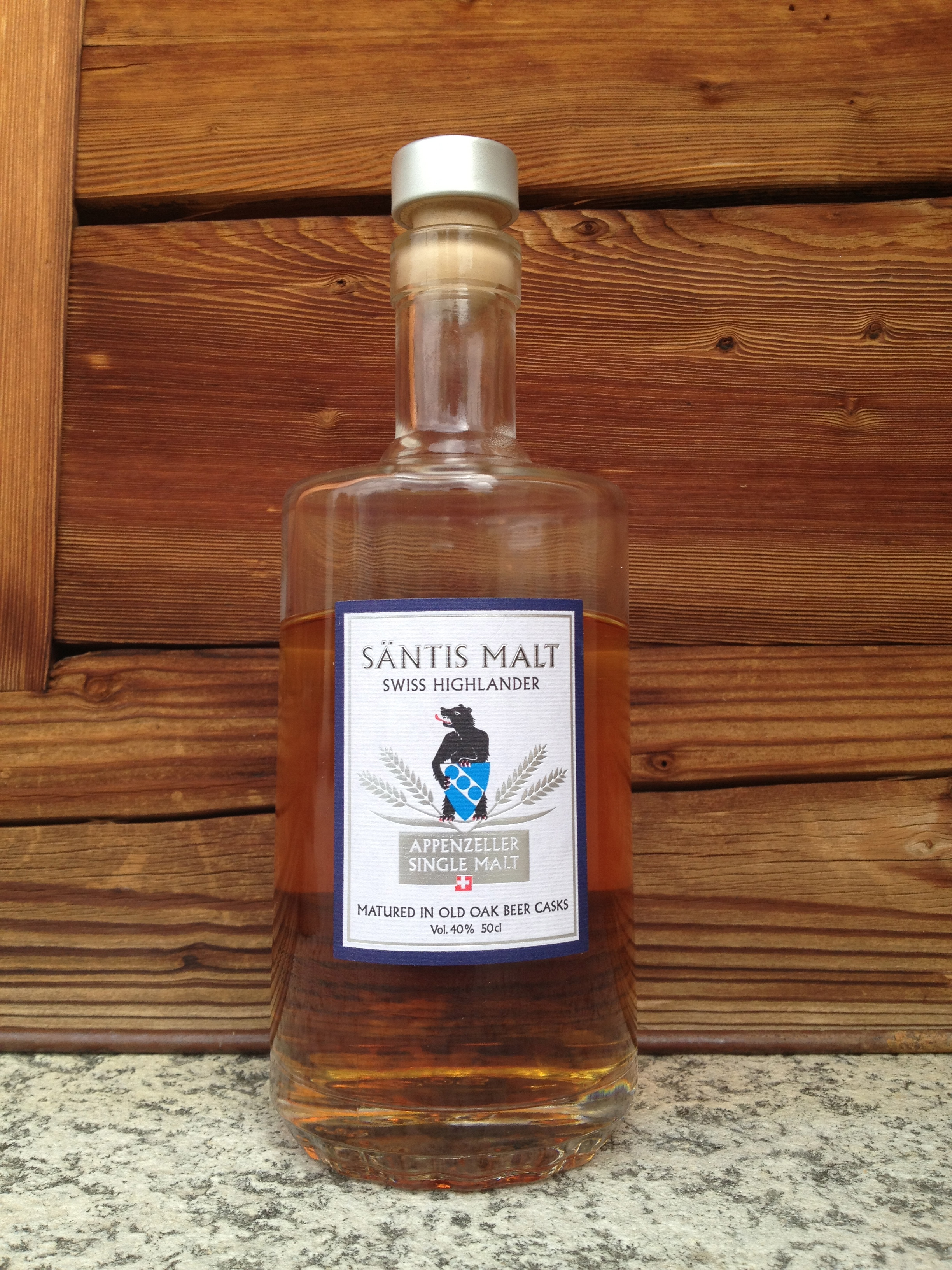
«Säntis Malt»

### Whisky
Bis 1999 war es in der Schweiz verboten, aus Getreide oder Kartoffeln hochprozentige Getränke herzustellen. Das entsprechende Gesetz wurde am 1. Juli 1999 aufgehoben. Im gleichen Jahr wurde durch die Brauerei Locher die Produktion des «Appenzeller Säntis Malt» aufgenommen; 2002 wurde der Whisky auf den Markt gebracht. Für die Herstellung wird robustes Getreide aus Schweizer Berggebieten und Quellwasser aus dem Alpstein verwendet. Der Whisky lagert in Bierfässern aus Eichenholz und hat bereits einige Auszeichnungen erhalten. Die drei Editionen Himmelberg, Dreifaltigkeit und Sigel geben Namen von Bergformationen im Alpstein wieder.